# معكم منى الشاذلي (برنامج)
معكم منى الشاذلي هو برنامج حواري اجتماعي تقدمه المذيعة المصرية منى الشاذلي على قناة سي بي سي الفضائية، بالإضافة لإستضافة المشاهير والمتميزين في شتى المجالات المختلفة.

## عن البرنامج
بدأ البرنامج عام 2014 بعدما تركت منى الشاذلي قناة أم بي سي مصر بشكل ودي كما بينت القناة ذلك  حيث كانت تقدم برنامج جملة مفيدة وهو غالبا يتضمن نفس محتوى وحيثيات برنامج «معكم منى الشاذلي».